# Palacio Provincial de Albacete
El Palacio Provincial de Albacete es un palacio gubernamental del siglo XIX situado en la ciudad española de Albacete, sede de la Diputación de Albacete, gobierno de la provincia de Albacete. Es una obra arquitectónica del eclecticismo de tiempos de la Restauración.

## Historia

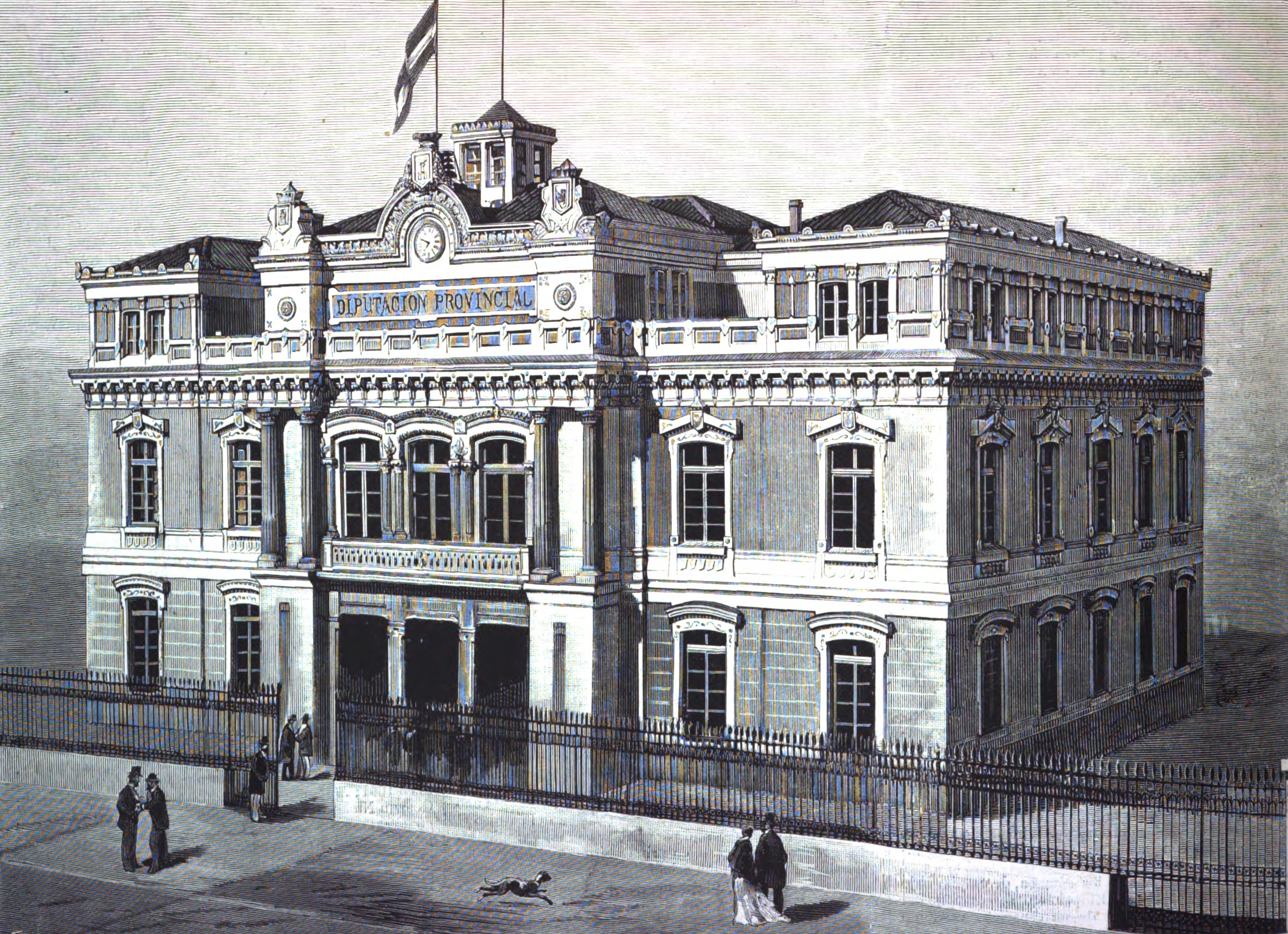
Vista del inmueble en 1880

El palacio fue proyectado en 1877 por el arquitecto Justo Millán Espinosa impulsado por el gobernador civil de Albacete, Ricardo Castro Benítez, para acoger la sede del gobierno provincial. El 23 de enero de 1878 se colocó la primera piedra. Su construcción se prolongó durante dos años hasta 1880, cuando fue inaugurado.

## Características
El Palacio Provincial de Albacete está situado en el paseo de la Libertad de la capital albaceteña, en pleno centro de la ciudad, en un espacio históricamente conocido como "Bosque del Altozano".

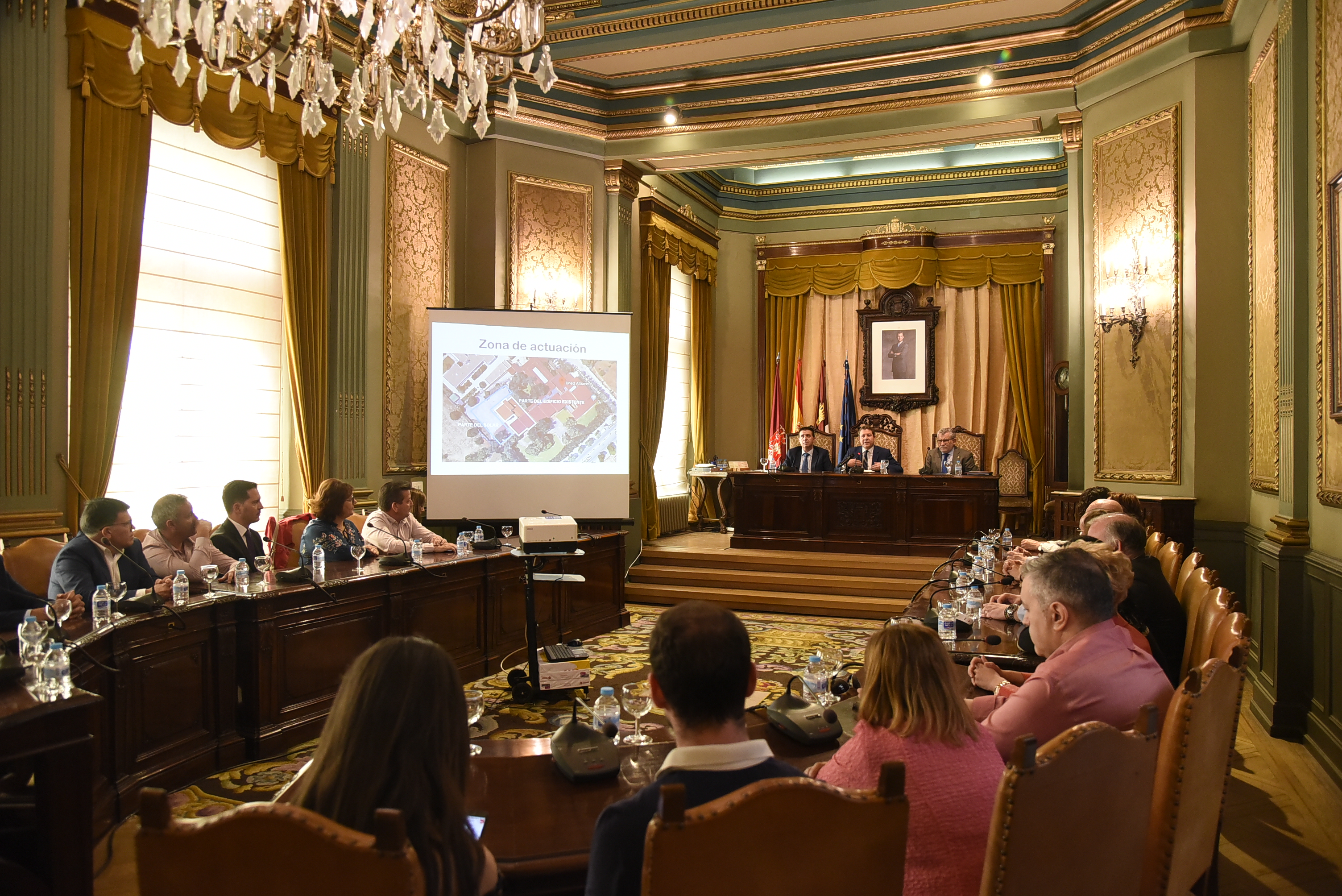
Salón de estilo palaciego en el interior

Es de estilo ecléctico con una planta prácticamente rectangular. La portada está delimitada por dos parejas de columnas de orden floral. La parte alta de su fachada principal está rematada con un gran reloj bajo el escudo de Albacete. En su interior asciende una escalera imperial en torno a la que se articulan sus dependencias, entre las que destaca el salón de sesiones.

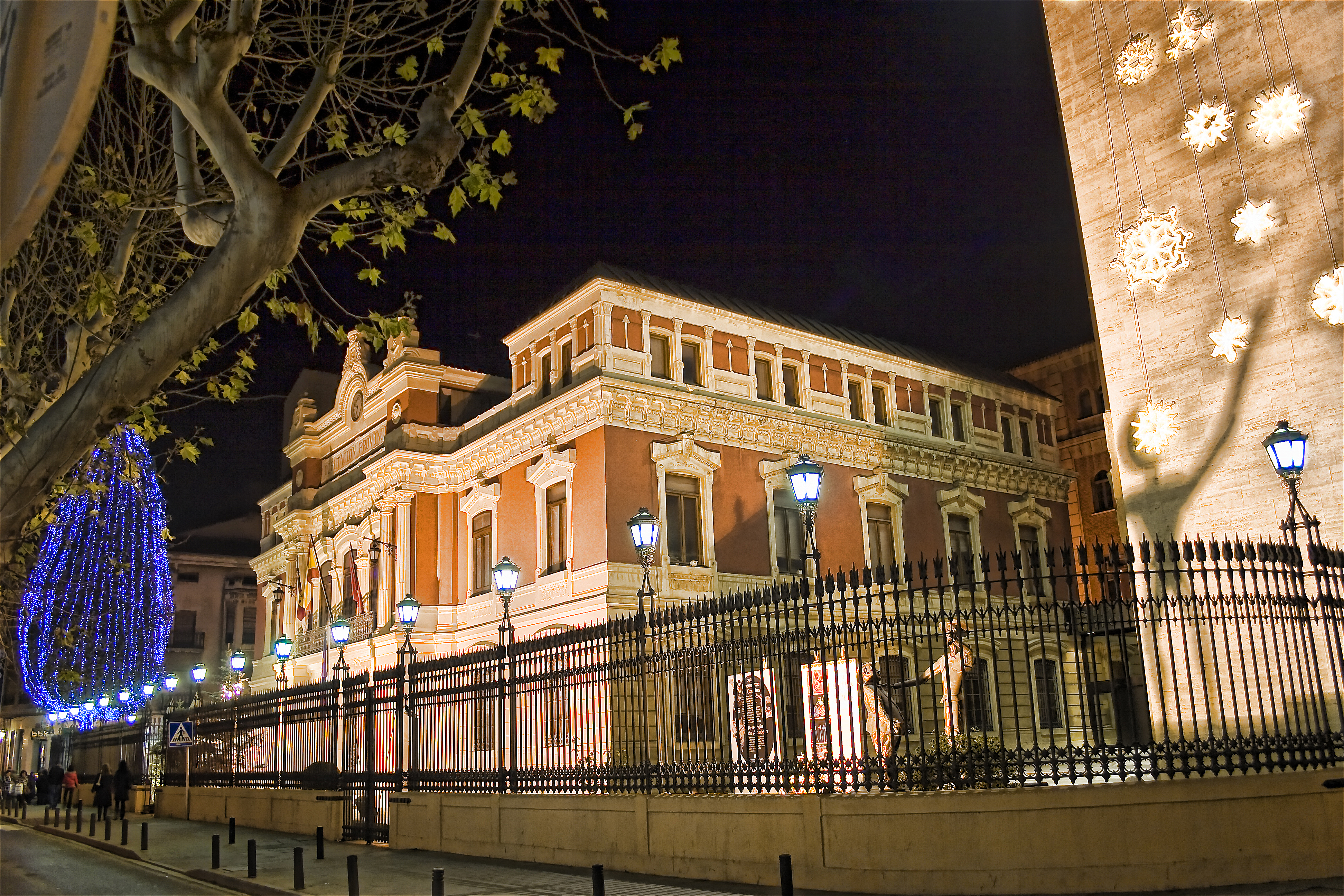
Vista lateral del Palacio Provincial de Albacete

El salón de sesiones posee un estilo ornamentado con estucos dorados con un retrato oficial de la reina Isabel II. El palacio atesora lienzos del siglo XVII como Santa Inés y Santa Catalina de Vicente Carducho, Desposorios de La Virgen de Mateo Gilarte o La Concepción de Francisco de Solís.
El edificio está rodeado por un jardín con una verja de hierro de la época que conserva los restos de metralla de uno de los bombardeos que sufrió la ciudad de Albacete durante la guerra civil.
Es la sede de la Diputación de Albacete, el organismo que se encarga del gobierno y administración autónoma de la provincia de Albacete.
El palacio forma parte de un complejo integrado por un segundo edificio levantado a mediados del siglo XX destinado originalmente, entre otras funciones, a casa cultural y museo, y por un tercer edificio de estilo moderno conectado al palacio, con una fachada de cristal con espejos, que lo refleja, que alberga el auditorio provincial.